# Starship Entertainment
Starship Entertainment (kor. 스타쉽 엔터테인먼트) – południowokoreańska agencja talentu i wytwórnia płytowa. Firma została założona przez Kim Shi-dae 28 stycznia 2008 roku. Firmą macierzystą jest LOEN Entertainment, a od 2015 roku filią wytwórni jest King Kong by Starship.
Założyciel firmy, Kim Shi-dae, wcześniej pracował jako organizator tras koncertowych zespołu K-popowego Cool i pracował dla firmy Bang Si-hyuka Big Hit Entertainment w latach 2005–2007, zanim założył własną firmę. K.Will był pierwszym artystą, który zadebiutował pod marką wytwórni. Do agencji należą także tacy artyści jak K.Will, Yoo Seung-woo i zespoły Cosmic Girls, oraz Monsta X.
18 grudnia 2013 roku 70% akcji wytwórni zostało przejętych przez jego dystrybutora LOEN Entertainment, dzięki czemu stała się jego niezależną filią.

## Artyści

### Grupy
- Monsta X
- Cosmic Girls (zarządzany z Yuehua Entertainment)
- Cravity
- IVE
- KiiiKiii

### Duety/grupy projektowe
- Mind U (wcześniej znani jako Acourve)
- Duetto (Baek Intae & Yoo Seulgi)
- YTeen (zarządzany z KT)
- OG SCHOOL PROJECT (zarządzany z Cube Entertainment)
- YDPP (zarządzany z Brand New Music)
- WJMK (zarządzany z fantagio)

### Soliści
- K.Will
- Soyou
- Brother Su
- Yoo Seung-woo
- Lovey
- Jeong Se-woon

### Znani stażyści
- Jang Won-young (IZ*ONE)
- An Yu-jin (IZ*ONE)

### Starship X
- Starship X (kor. 스타쉽 엑스) – wytwórnia zależna Starship Entertainment, została założona 30 sierpnia 2013 roku. Skupia się na koreańskim hip-hopie.

Soliści
- Jooyoung
- Brother Su
- #Gun
- Kiggen

### Highline
- Wonho
- DJ H.ONE
- DJ Soda
- Yoo Seung-woo
- PLUMA
- dress
- DJ Vanto
- Chang Sukhoon
- Leon
- ROVXE
- M1NU
- Lil Reta
- Seungguk

## Byli artyści
- Moon Ji-eun (2008)
- Lee Hyun-ji (2008-2008)
- Sistar (2010-2017)
  - Yoon Bo-ra (2010–2017)
  - Hyolyn (2010–2017)
  - Dasom (2010–2021)
- Boyfriend (2011–2019)
- Monsta X
  - Wonho (2015–2019)

Starship X
- NuBoyz (2014-2015)
- Junggigo (2013–2018)
- Mad Clown (2013–2018)